# Сава Томич
Сава Томич (на сръбски: Сава Томић) e сръбски просветен деец и дипломат, деец на сръбската пропаганда в Македония.

## Биография
Роден е на 5 януари 1868 година в Пожаревац, Княжество Сърбия. Завършва основно и средно образование в родния си град, след което Природо-математическия отдел на Великата школа в Белград. Специализира една година в Париж. Работи като учител по география, смятане, геометрично чертане и френски език в Пожаревац. В 1895 година заминава като преподавател в Цариградската сръбска гимназия, където работи до 1900 година. В османската столица сътрудничи на сръбския вестник „Цариградски гласник“. В 1900 година минава на дипломатическа служба и става писар трети клас в Сръбското посолство в Цариград. В 1904 година става писар в генералното консулство в Солун, а в 1905 година - в консулството в Битоля. В 1907 година става вицеконсул в Битоля и остава на длъжността до юни 1912 година.
Участва в Балканската война като офицер от пехотата. В 1913 година става вицеконсул в Солун. Участва и в Първата световна война.
След войните работи в Сръбската служба за реституция във Виена. В 1922 година става консул на Корфу, където умира на 28 април 1923 година. Погребан е на Корфу.
Носител е на ордена „Свети Сава“.